# John Phillips (Politiker, vor 1821)
John Phillips (* vor 1821 im Chester County, Pennsylvania; † nach 1823) war ein US-amerikanischer Politiker. Zwischen 1821 und 1823 vertrat er den Bundesstaat Pennsylvania im US-Repräsentantenhaus.

## Werdegang
Weder das Geburtsdatum noch der genaue Geburtsort dieses Politikers sind überliefert. Das Gleiche gilt für seine Sterbedaten. Auch über seine Jugend und Schulausbildung sowie seinen beruflichen Werdegang ist nichts bekannt. Es wird lediglich vermerkt, dass er eine begrenzte Schulausbildung erhielt. Phillips wurde Mitglied der in den 1790er Jahren von Alexander Hamilton gegründeten Föderalistischen Partei. Bei den Kongresswahlen des Jahres 1820 wurde er im dritten Wahlbezirk von Pennsylvania in das US-Repräsentantenhaus in Washington, D.C. gewählt, wo er am 4. März 1821 die Nachfolge von James M. Wallace antrat. Bis zum 3. März 1823 konnte er eine Legislaturperiode im Kongress absolvieren. Nach seiner Zeit im US-Repräsentantenhaus verliert sich seine Spur.